# Cezary Łazarewicz
Cezary Karol Łazarewicz (ur. 6 lipca 1966 w Darłowie) – polski dziennikarz prasowy, publicysta i pisarz, działacz opozycji demokratycznej w PRL, laureat Nagrody „Nike” (2017).

## Życiorys
Absolwent szkoły średniej w Zespole Szkół Morskich w Darłowie. W połowie lat 80. zaangażował się w działalność pacyfistycznego i opozycyjnego Ruchu Wolność i Pokój. Zajmował się dystrybucją pism drugiego obiegu, redagował prasę podziemną („Ucho”, „Rewers”).
Po przemianach politycznych organizował „Gazetę Obywatelską”. Wstąpił do Stowarzyszenia Dziennikarzy Polskich. Od 1991 publikował w „Gazecie Wyborczej”, był dyrektorem szczecińskiego Radia na Fali i dziennikarzem „Przekroju”. Od 2007 związany z „Polityką” jako publicysta działu krajowego, następnie z „Newsweekiem” i z „Wprost”. W 2015 dołączył do redakcji portalu Wirtualna Polska. W tym samym roku wydał książkę Elegancki morderca, przedstawiającą historię polskiego seryjnego mordercy Władysława Mazurkiewicza.
W 2009 nominowany do nagrody dziennikarskiej MediaTory w jednej z kategorii. W 2016 został laureatem tej nagrody w kategorii ObserwaTOR. W 2014 przegrał prawomocnie proces ze Stowarzyszeniem Dziennikarzy Polskich, który wytoczył organizacji po przyznaniu mu nominacji do Hieny Roku za artykuł o relacjach Jarosława i Lecha Kaczyńskiego z ich ojcem Rajmundem pt. Rajmund Kaczyński. Ojciec braci.
Jest mężem Ewy Winnickiej, z którą wspólnie napisał książki Zapraszamy do Trójki i 1968. Czasy nadchodzą nowe.

## Odznaczenia i wyróżnienia
W 2014 odznaczony Krzyżem Wolności i Solidarności. W 2021 otrzymał tytuł honorowego obywatela gminy Kadzidło.
Laureat nagród: Książka Historyczna Roku z 2016 oraz Nagrody Literackiej „Nike” z 2017 za książkę Żeby nie było śladów. Książka ta została również nominowana do Nagrody Historycznej im. Kazimierza Moczarskiego 2017. W październiku 2023 uhonorowany został nagrodą Krakowska Książka Miesiąca za Na Szewskiej. Sprawa Stanisława Pyjasa. Reportaż ten znalazł się także w finałowej siódemce Nagrody Literackiej „Nike” w 2024.

## Publikacje książkowe
- Zapraszamy do Trójki (współautor: Ewa Winnicka, Agora, 2012)
- Kafka z Mrożkiem. Reportaże pomorskie (Obok, 2012)
- Sześć pięter luksusu. Przerwana historia Domu Braci Jabłkowskich (Znak, 2013)
- Elegancki morderca (W.A.B., 2015)
- Żeby nie było śladów (Czarne, 2016)
- Tu mówi Polska. Reportaże z Pomorza (Czarne, 2017)
- Ja. Z Lechem Wałęsą rozmawiają Andrzej Bober, Cezary Łazarewicz (współautor: Andrzej Bober, W.A.B., 2017)[20]
- Koronkowa robota. Sprawa Gorgonowej (Czarne, 2018)
- 1968. Czasy nadchodzą nowe (współautor: Ewa Winnicka, Agora, 2018)
- Nic osobistego. Sprawa Janusza Walusia (Sonia Draga Post factum, 2019)
- 1939. Wojna? Jaka wojna? (Czerwone i Czarne, 2019)
- Na Szewskiej. Sprawa Stanisława Pyjasa (Czytelnik, 2023)